# Åseral

Åseral er en indlandskommune i Vest-Agder fylke i Norge med store højlands- og fjeldområder. Åseral blev oprettet som selvstændig kommune i Aust-Agder fylke i 1837. I 1880 blev den overført til Vest-Agder.
Åseral grænser til Hægebostad og Kvinesdal i vest, til Aust-Agder i nord og øst og til Audnedal i syd.
Jord- og skovbrug er vigtige erhverv, og 23% af de beskæftigede arbejder i disse primærnæringer. Turisme er et satsningsområde i kommunen som har tre hytteområder og tre alpincentre: Bortelid, Ljosland og Eikerapen. Disse områder er i stærk udvikling med stor byggeaktivitet.
Den øvre del af Mandalselvsystemet ligger i Åseral og består her af tre hovedløb: Skjerka, Monn og Logna. Disse mødes i søen Øre, og fra Øres udløb er navnet Mandalselven.
Åseral er en kraftkommune med flere dæmningsanlæg og fem kraftværker: Håverstad, Logna, Skjerka (gammel/ny) og Smeland. De har en samlet årsproduktion på 1.522GWh.
Åseral er en bygd med et aktivt kulturliv. Hver sommer trækker Eikerapen Roots Festival, en festival for country, blues og folkemusik og en bygdeudstilling tusindvis af mennesker til Åseral.